# لانكشاير تي
لانكشاير تي Lancashire Tea علامة تجارية للشاي إنجليزية، مقرها في نيوتن لي ويلوز في لانكشاير.
وتأسست شركة لانكشاير تي على يد بول نيدهام ورجل الأعمال لين هيتشن عام 2006. وأصبح لانكشاير تي منافساً لشاي يوركشاير تي.